# Basil Khalil
Basil Khalil es un director de cine británico-israelí de origen palestino. Su cortometraje Ave María fue presentado en la 68.ª edición del Festival de Cannes y nominado para el Óscar al mejor cortometraje en la 88.ª edición.

## Biografía
Khalil nació y fue educado en Nazaret, Israel. Hijo de un pastor evangelista palestino y de una madre británica, que tuvieron tres hijos más. Khalil desde los 18 años y vive y trabaja en Londres. 

## Carrera
En Canadá, por primera vez obtuvo un diploma en la producción televisiva y tuvo su primera experiencia cinematográfica en 2002 con Intervención divina - Una crónica de Amor y Dolor, por Elia Suleiman, con quien trabajó como asistente de dirección.
Desde 2002 hasta 2005, Khalil hizo el grado de máster de artes en la Academia Screen de Escocia, en Edimburgo.
En 2005 realizó Código compañía 81, poco después de finalizar sus estudios. Su debut en la dirección llega don Replay revenge.
Trabajó varios años en Londres en producciones independientes para la televisión; entre otras, para la BBC.
En 2015 apareció su cortometraje Ave María en la que no solo dirige sino que también escribió el guion. La película tuvo su estreno en 2015 de mayo, el Festival Internacional de Cine de Cannes y compitió por la Palma de Oro al Mejor Cortometraje.

## Filmografía
- 2002: Intervención divina – Una crónica de amor y dolor (Yadon ilaheyya)
- 2005: Ping Pong Revenge (cortometraje)
- 2006: Replay Revenge: Game of Survival (TV)
- 2007: Neds (TV-cortometraje documental)
- 2007: Current Cuisine (TV-serie documental)
- 2009: Shooter (cortometraje)
- 2010: A Gaza Weekend
- 2014: Villa Touma
- 2014: Coach Trip (TV-serie, 30 episodios)
- 2015: Ave Maria.

## Premios y distinciones
Premios Óscar
| Año  | Categoría          | Película  | Resultado |
| ---- | ------------------ | --------- | --------- |
| 2016 | Mejor cortometraje | Ave María | Nominado  |